# خانه دکتر حشمت اعتمادی
منزل دکتر حشمت اعتمادی مربوط به دوره پهلوی اول است و در مشهد، خیابان آزادی، کوچه شهید مهاجر و پسران، پلاک ۷۱۹ واقع شده و این اثر در تاریخ ۲۲ مرداد ۱۳۸۴ با شمارهٔ ثبت ۱۳۱۰۶ به‌عنوان یکی از آثار ملی ایران به ثبت رسیده است.